# Noora Salem Jasim
Noora Salem Jasim (* 27. November 1996) ist eine bahrainische Kugelstoßerin und Diskuswerferin nigerianischer Herkunft.

## Sportliche Laufbahn
Ihren ersten internationalen Wettkampf bestritt Noora Salem Jasim bei den Arabischen Meisterschaften in Doha 2013, bei denen sie die Silbermedaille im Kugelstoßen gewann und im Diskuswurf Platz fünf belegte. Bei den Arabischen Jugendmeisterschaften in Kairo gewann sie Gold im Kugelstoßen sowie Silber im Diskuswurf. Bei den Jugendweltmeisterschaften in Donezk belegte sie im Finale mit 16,48 m den neunten Platz. 2014 gewann sie bei den Arabischen Juniorenmeisterschaften in Kairo zwei Silbermedaillen. Bei den Juniorenweltmeisterschaften in Eugene 2014 qualifizierte sie sich im Kugelstoßen nicht für das Finale. Bei den Asienspielen im südkoreanischen Incheon wurde sie Achte im Kugelstoßen und Neunte mit dem Diskus.
2015 gewann sie bei den Arabischen Meisterschaften in Madinat Isa mit 14,97 m die Goldmedaille mit der Kugel sowie mit 47,05 m die Silbermedaille im Diskuswurf. Bei den Militärweltspielen in Mungyeong wurde sie Achte im Kugelstoßen und Sechste mit dem Diskus. 2016 gewann sie bei den Hallenasienmeisterschaften in Doha die Bronzemedaille. Ein Jahr später gewann sie bei den Islamic Solidarity Games in Baku Silber mit dem Diskus sowie Bronze im Kugelstoßen. Sie qualifizierte sich auch für die Weltmeisterschaften in London, bei denen sie mit 16,97 m in der Kugelstoßqualifikation ausschied. Bei den Asienmeisterschaften 2017 in Bhubaneswar sagte sie ihre Teilnahme kurzfristig ab. 2018 erfolgte die Teilnahme an den Asienspielen in Jakarta, bei denen sie mit 17,11 m die Bronzemedaillen hinter den beiden Chinesinnen Gong Lijiao und Gao Yang gewann. Wenige Tage später stellte sie im Diskusbewerb mit 51,19 m einen neuen Landesrekord auf und belegte damit den sechsten Platz. Im Jahr darauf verbesserte sie bei den Asienmeisterschaften in Doha ihren Landesrekord mit der Kugel auf 18,00 m und gewann damit die Silbermedaille hinter der Chinesin Gong. Im Diskusbewerb belegte sie mit einer Weite von 46,08 m den achten Platz. Kurz zuvor siegte sie in beiden Bewerben bei den Arabischen Meisterschaften in Kairo mit 17,93 m und 46,23 m. Anfang Oktober schied sie bei den Weltmeisterschaften in Doha mit 17,36 m in der Qualifikation aus. Anschließend gewann sie bei den Militärweltspielen in Wuhan mit einer Weite von 17,70 m hinter der Polin Paulina Guba und Gao Yang aus der Volksrepublik China. Zudem belegte sie im Diskusbewerb mit 49,40 m den sechsten Platz.
2023 siegte sie mit 15,05 m bei den Westasienmeisterschaften in Doha und anschließend siegte sie bei den Panarabischen Spielen in Algier mit 15,89 m und belegte mit 40,98 m den vierten Platz im Diskuswurf. September gelangte sie bei den Asienspielen in Hangzhou mit 15,13 m auf Rang neun.

## Persönliche Bestleistungen
- Kugelstoßen: 18,00 m, 21. April 2019 in Doha (bahrainischer Rekord)
  - Kugelstoßen (Halle): 17,45 m, 4. Februar 2017 in Dobritsch (bahrainischer Rekord)
- Diskuswurf: 51,19 m, 30. August 2018 in Jakarta (bahrainischer Rekord)